# Lepidoblepharis montecanoensis
Lepidoblepharis montecanoensis је гмизавац из реда Squamata и фамилије Gekkonidae.

## Угроженост
Ова врста је крајње угрожена и у великој опасности од изумирања.

## Распрострањење
Ареал врсте је ограничен на једну државу. 
Венецуела је једино познато природно станиште врсте.